# Жойца
Жойца (рум. Joița) — село у повіті Джурджу в Румунії. Входить до складу комуни Жойца.
Село розташоване на відстані 20 км на захід від Бухареста, 66 км на північ від Джурджу, 130 км на південь від Брашова.

## Населення
За даними перепису населення 2002 року у селі проживали 2167 осіб.
Національний склад населення села:
| Національність | Кількість осіб | Відсоток |
| -------------- | -------------- | -------- |
| румуни         | 2156           | 99,5%    |
| цигани         | 5              | 0,2%     |

Рідною мовою назвали:
| Мова      | Кількість осіб | Відсоток |
| --------- | -------------- | -------- |
| румунська | 2158           | 99,6%    |
| циганська | 5              | 0,2%     |